# 于贵瑞
于贵瑞（1959年—），辽宁新金人，中国环境生态学家，中国科学院地理科学与资源研究所副所长、研究员。2019年当选为中国科学院院士。

## 生平
1982年毕业于沈阳农业大学农学系，获学士学位，1984年、1993年获同校农学硕士、博士学位。1997年获日本千叶大学环境学博士学位。